# Дебернар, Даниэль
Даниэ́ль Деберна́р (фр. Danièle Debernard; род. 21 июля 1954, Эм-ла-Плань) — французская горнолыжница, специалистка по слалому, гигантскому слалому, скоростному спуску и комбинации. Выступала за сборную Франции по горнолыжному спорту в 1971—1978 годах, серебряная призёрка зимних Олимпийских игр в Саппоро, бронзовая призёрка Олимпийских игр в Инсбруке, победительница пяти этапов Кубка мира, четырёхкратная чемпионка французского национального первенства.

## Биография
Даниэль Дебернар родилась 21 июля 1954 года в коммуне Эм-ла-Плань департамента Савойя, Франция.
В 1971 году вошла в основной состав французской национальной сборной и дебютировала в Кубке мира.
Благодаря череде удачных выступлений удостоилась права защищать честь страны на зимних Олимпийских играх 1972 года в Саппоро — в программе женского слалома заняла по сумме двух попыток второе место и завоевала тем самым серебряную олимпийскую медаль, уступив лидерство только американке Барбаре Кокран. На тот момент ей было всего 17 лет и 205 дней, что сделало её самой молодой французской призёркой зимних Игр (в 2018 году это достижение превзошла шестнадцатилетняя сноубордистка Жулия Перейра де Соуза Мабило). Вскоре после Олимпиады в том же сезоне к ней пришли первые победы на этапах Кубка мира, в частности она была лучшей в слаломе и гигантском слаломе на домашних соревнованиях в Пра-Луп.
В марте 1973 года одержала победу на этапе Кубка мира в японской Наэбе.
Одним из самых успешных сезонов в её спортивной карьере оказался сезон 1975/76, Дебернар добавила в послужной список ещё две победы на Кубке мира, тогда как в общем зачёте по итогам всех дисциплин стала пятой. Находясь в числе лидеров главной горнолыжной команды Франции, благополучно прошла отбор на Олимпийские игры в Инсбруке и была выбрана в качестве знаменосца французской сборной на церемонии открытия. На сей раз стала четвёртой в слаломе, пятой в скоростном спуске, в то время как в гигантском слаломе взяла бронзу, пропустив вперёд только канадку Кэти Крайнер и немку Рози Миттермайер. Также отсюда она привезла награду серебряного достоинства, полученную в комбинации в зачёте разыгрывавшегося здесь первенства мира.
Впоследствии Даниэль Дебернар оставалась действующей профессиональной спортсменкой вплоть до 1978 года. В течение своей спортивной карьеры она в общей сложности 15 раз поднималась на подиум Кубка мира, в том числе на пяти этапах была победительницей. Является четырёхкратной чемпионкой Франции по горнолыжному спорту.
Её племянник Жан-Люк Кретье тоже является известным горнолыжником, чемпион Олимпиады 1998 года в скоростном спуске.